# Diospyros bipindensis
Espèce
Classification phylogénétique
Diospyros bipindensis est une espèce de plantes à fleurs de la famille des Ebenaceae. C'est un arbre qui se rencontre en Afrique de l’ouest.

## Étymologie
L'épithète spécifique bipindensis fait référence à Bipindi, une localité située au sud du Cameroun.

## Description

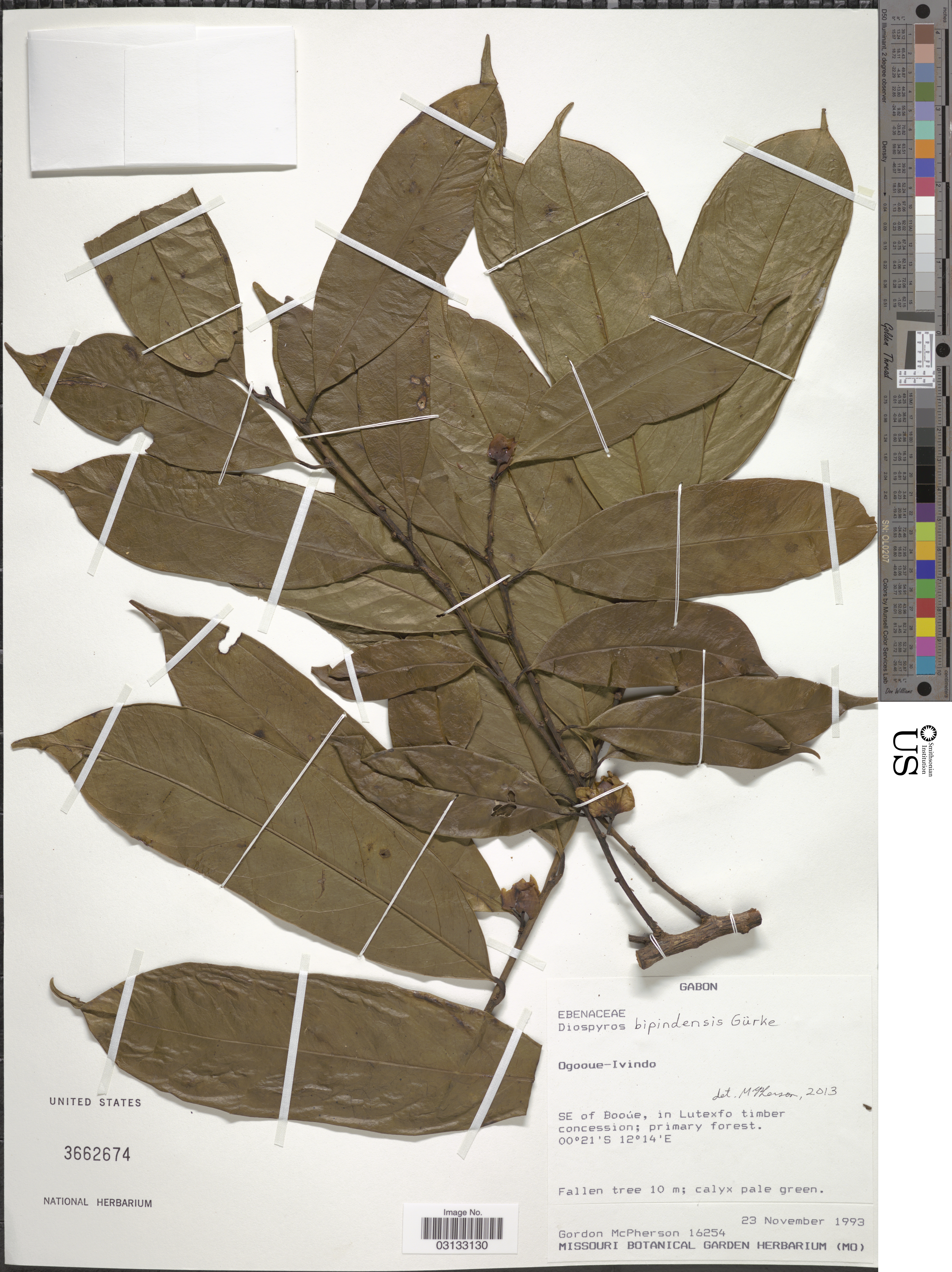
Spécimen récolté au Gabon, au sud-est de Booué.

Cet arbre peut atteindre 20 mètres de hauteur. Son tronc est cannelé et a une écorce fissurée très dure. Il se rencontre dans les forêts sempervirentes de l’ouest du Cameroun jusqu’en République démocratique du Congo et en Angola. 
La sève est blanche, le bois parfait d’une couleur jaunâtre, parfois noire. 
Les feuilles sont gris vert ou brun gris sur la face supérieure et plus foncées sur la face inférieure, de forme elliptique oblongue ou oblongue oblanceolée, mesurant entre 15 et 26 cm de long sur 6 à 10 cm de large. Elles sont caudées acuminées à l’apex, rondes à cunéiformes à la base. Les pétioles mesurent de 0,5 à 1 cm de long.
Les fleurs mâles sont très parfumées, le pédoncule mesure 1 mm de long ainsi que les pédicelles. Le calice d’une longueur allant de 6 à 8 mm est cyathiforme. La corolle glabre est de couleur jaune crème. Les anthères sont lancéolées et glabres.
Les fleurs femelles sont axilaires ou sur les branches, d’ordinaire solitaires. Le pédicelle mesure 2 mm de long, le calice d’1 cm de long est plus large que celui des mâles.
Le fruit, de couleur orange à maturité, est subglobuleux ou en forme d’ellipse et mesure jusqu’à 3 cm de long sur 3 cm de large. Il peut contenir jusqu’à 10 graines.

## Utilisation
Le bois a une certaine élasticité et est utilisé dans l’est du Cameroun et au Gabon pour faire des arcs d’arbalètes. 
La racine en poudre est utilisée comme antidote et expectorant dans les affections bronchiques.